# Elymiotis alata
Elymiotis alata är en fjärilsart som beskrevs av Druce 1890. Elymiotis alata ingår i släktet Elymiotis och familjen tandspinnare. Inga underarter finns listade i Catalogue of Life.